# Apolo Ohno
Apolo Anton Ohno (ur. 22 maja 1982 w Seattle) − amerykański łyżwiarz szybki, wielokrotny medalista olimpijski w short tracku (2 złote medale), siedmiokrotny mistrz świata.

## Życiorys
Apolo Anton Ohno pochodzi z mieszanej, amerykańsko-japońskiej rodziny. Wychował się w miasteczku Federal Way w stanie Waszyngton. Będąc nastolatkiem, sprawiał problemy wychowawcze. Jego ojciec uznał, że uprawianie sportu pomoże w okiełznaniu młodego człowieka, więc zapisał go na zajęcia pływackie. Młody Ohno zainteresował się w tym czasie również wrotkarstwem. Z short trackiem zetknął się po raz pierwszy, śledząc Zimowe Igrzyska Olimpijskie w Lillehammer. Następnie rozpoczął regularne treningi w Centrum Olimpijskim w Lake Placid.

## Kariera
Jako piętnastolatek brał udział bez powodzenia w amerykańskich kwalifikacjach do Igrzysk w Nagano. W 1999 roku zdobył trzy złote medale na Mistrzostwach Świata Juniorów w Montrealu. Karierę wśród seniorów rozpoczął od wielkich sukcesów, jakim było wygranie Pucharu Świata w sezonie 2000/2001 oraz zdobycie złotego medalu Mistrzostw Świata w Jeonju w 2001 roku. Podczas Igrzysk Olimpijskich w Salt Lake City w 2002 roku zdobył dwa medale: złoty i srebrny. Srebro na 1000 metrów zdobył w niecodziennych okolicznościach. Brał udział w kraksie na ostatnich metrach wyścigu, zdołał jednak wczołgać się na metę jako drugi. Dzięki swojemu charakterowi i otwartości stał się jednym z najbardziej rozpoznawalnych amerykańskich uczestników igrzysk, mimo że short track nie był w USA popularny. Po drodze do kolejnych igrzysk zdobył dwa złote medale na MŚ w Pekinie w 2005 roku, a także dwukrotnie triumfował w generalnej klasyfikacji Pucharu Świata (2003, 2005). Na Igrzyskach w Turynie w 2006 roku zdobył mistrzostwo olimpijskie na 500 metrów, dołożył także brązowe medale na 1000 metrów oraz w biegu drużynowym. Po igrzyskach w Turynie przerwał karierę na rok. Wrócił w wielkim stylu w marcu 2007, zostając mistrzem świata w Mediolanie. Zdobywał również złote medale na kolejnych mistrzostwach świata w 2008 w Gangneung i 2009 w Wiedniu. Na Igrzyskach Olimpijskich w Vancouver zdobył trzy medale: srebrny w biegu na 1500 m oraz brązowe na 1000 m i w sztafecie na 5000 m.